# István Oláh
István Oláh (Nádudvar, 16 dicembre 1926 – Budapest, 15 dicembre 1985) è stato un generale e politico ungherese, ha servito come ministro della difesa della Repubblica Popolare d'Ungheria dal 1984 alla morte.

## Biografia
Nel 1945, entrò come volontario nell'Esercito popolare ungherese.In quello stesso anno entrò anche nel Partito Comunista Ungherese. Nel 1949 si laureò all'accademia militare Kossuth. Nel 1964, studio all'accademia militare sovietica di alto livello "Vorošilov". Dal 1966 al 1973, scalò i vertici dell'Esercito popolare ungherese. Aveva servito come vice-ministro della difesa dell'Esercito popolare ungherese Sin dal 1966. Nel 1975, fu nominato membro permanente del comitato centrale del Partito Socialista Operaio Ungherese. Fu nominato ministro della difesa della Repubblica Popolare d'Ungheria in seguito al licenziamento di Lajos Czinege. Oláh morì il 15 dicembre del 1985, un giorno prima del suo 59º compleanno.